# Reprezentacja Szwajcarii w hokeju na lodzie kobiet
Reprezentacja Szwajcarii w hokeju na lodzie kobiet – obecnie znajduje się na piątym miejscu w rankingu IIHF. Powstała w latach 80. XX wieku drużyna reprezentująca Szwajcarię. Swój pierwszy mecz rozegrała w Kanadzie w kwietniu 1987 roku podczas Międzynarodowego Turnieju Hokejowego Kobiet. Od 1990 roku uczestniczy w mistrzostwach świata, jedenastokrotnie startując w turnieju elity oraz trzykrotnie w turnieju pierwszej dywizji. Najlepszym wynikiem w mistrzostwach świata jest trzecie miejsce w 2012 roku. W amerykańskim Burlington Szwajcarki pokonały w meczu o brązowy medal Finki 6:2. W igrzyskach olimpijskich występowały trzykrotnie: w Turynie zajęły siódme miejsce, cztery lata później w Vancouver zajęły piąte miejsce. Podczas igrzysk w Soczi po raz pierwszy w historii Szwajcarii zdobyły brązowy medal, pokonując w decydującym spotkaniu Szwedki 4:3.

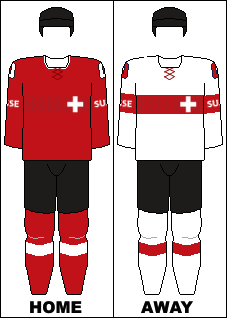
Strój drużyny podczas ZIO 2014

## Starty w Mistrzostwach Świata
- 1990 – 5. miejsce
- 1992 – 8. miejsce
- 1994 – 7. miejsce
- 1997 – 7. miejsce
- 1999 – 8. miejsce
- 2000 – 10. miejsce (2. miejsce w I Dywizji)
- 2001 – 9. miejsce (1. miejsce w I Dywizji)
- 2003 – mistrzostwa nie odbyły się
- 2004 – 8. miejsce
- 2005 – 9. miejsce (1. miejsce w I Dywizji)
- 2007 – 5. miejsce
- 2008 – 4. miejsce
- 2009 – 7. miejsce
- 2011 – 6. miejsce
- 2012 – Brązowy medal
- 2013 – 6. miejsce

## Starty w Igrzyskach Olimpijskich
- 2006 – 7. miejsce
- 2010 – 5. miejsce
- 2014 – Brązowy medal